# Irven Ávila
Irven Beybe Ávila Acero (Huánuco, 2 luglio 1990) è un calciatore peruviano, attaccante dei Sporting Cristal.

## Palmarès

### Club
- Campionato peruviano: 1

Sporting Cristal: 2016